# هارولد فرانکس
هارولد فرانکس (انگلیسی: Harold Franks; ۲ اکتبر ۱۸۹۱ – 1973) ورزشکار بوکس اهل بریتانیا بود.
وی در مسابقات کشوری و بین‌المللی در مجموع برندهٔ ۱ مدال برنز شده‌است.